# Emma Ruwe
Emma Ruwe (* 3. Februar 2002 in Herford, Deutschland) ist eine deutsche Handballspielerin, die für den deutschen Zweitligisten Werder Bremen aufläuft.

## Karriere

### Im Verein
Ruwe begann das Handballspielen im Jahr 2006 bei der JSG Lenzinghausen-Spenge. Dort wurde sie von der E- bis zur C-Jugend von ihrem Vater Heiko Ruwe trainiert. Im Jahr 2016 wechselte die Rückraumspielerin in die Jugendabteilung der HSG Blomberg-Lippe. Bei Blomberg-Lippe lief sie in der A-Juniorinnen Bundesliga auf. Später gehörte sie, gemeinsam mit ihrer Schwester Leni Ruwe, dem Kader der 2. Damenmannschaft an, die in der 3. Liga antrat.
Ruwe wechselte im Jahr 2022 zum Bundesligisten HSG Bad Wildungen. In ihrer ersten Bundesligasaison erzielte sie insgesamt 14 Treffer. Im Sommer 2024 wechselte sie zum Zweitligisten Werder Bremen.

### In Auswahlmannschaften
Ruwe lief für die Landesauswahl des Handballverbandes Westfalen auf, mit der sie im Januar 2018 den zweiten Platz beim DHB-Länderpokal belegte. Später gehörte sie dem Kader der deutschen Juniorinnennationalmannschaft an. Ihre einzige Turnierteilnahme mit der deutschen Auswahl war bei der U-20-Weltmeisterschaft 2022, bei der Deutschland den siebten Platz belegte. Ruwe wirkte in sieben von acht Turnierspielen mit und erzielte insgesamt sechs Treffer.